# Coelichneumon crassicornis
Coelichneumon crassicornis là một loài tò vò trong họ Ichneumonidae.